# Ганзель, Деннис
Деннис Ганзель (нем. Dennis Gansel; род. 1973) — немецкий кинорежиссёр и сценарист.

## Биография
Деннис Ганзель родился 4 октября 1973 года в городе Ганновере. Учился в Институте кино и телевидения (нем. Hochschule für Fernsehen und Film München) в Мюнхене.
В 2000 году, после нескольких снятых короткометражных фильмов, которые удостоились различными наградами, дебютирует с полнометражным телевизионным политическим триллером «Das Phantom», награждённым телевизионной премией «Adolf Grimme Preis».
В 2001 году снимает молодёжную комедию «Девочки сверху», которая имеет большой успех — 1,8 миллионов зрителей. В 2004 выходит фильм «Академия смерти» — участник различных кинофестивалей (Международный кинофестиваль в Карловых Варах — победа в номинации лучший актёр (Макс Римельт); кинофестиваль EuropaCinema в Виареджо — победа в номинации лучший фильм), который ещё в 2003 году, будучи не снятым, получает приз «Deutscher Filmpreis» как лучший неэкранизированный сценарий.
В 2008 году выходит следующий фильм Ганзеля «Эксперимент 2: Волна», участник кинофестиваля Сандэнс.

## Фильмография
- 1996 — The Wrong Trip (короткометражка)
- 1998 — Living Dead (короткометражка)
- 1998 — Im Auftrag des Herrn (короткометражка)
- 2000 — Das Phantom (телефильм)
- 2001 — The Dawn
- 2001 — Девочки сверху / Mädchen, Mädchen
- 2004 — Академия смерти / NaPolA
- 2008 — Эксперимент 2: Волна / Die Welle
- 2010 — Вкус ночи / Wir sind die Nacht
- 2012 — Четвертая власть / Die vierte Macht
- 2016 — Механик: Воскрешение / Mechanic: Resurrection
- 2018 — Джим Пуговка и машинист Лукас / Jim Knopf und Lukas der Lokomotivführer